# Monesiglio
Monesiglio là một đô thị tại tỉnh Cuneo trong vùng Piedmont của Italia, vị trí cách khoảng 70 km về phía đông nam của Torino và khoảng 45 km về phía đông của Cuneo. Tại thời điểm ngày 31 tháng 12 năm 2004, đô thị này có dân số 744 người và diện tích là 12,8 km².
Monesiglio giáp các đô thị: Camerana, Gottasecca, Mombarcaro và Prunetto.